# 比治山神社

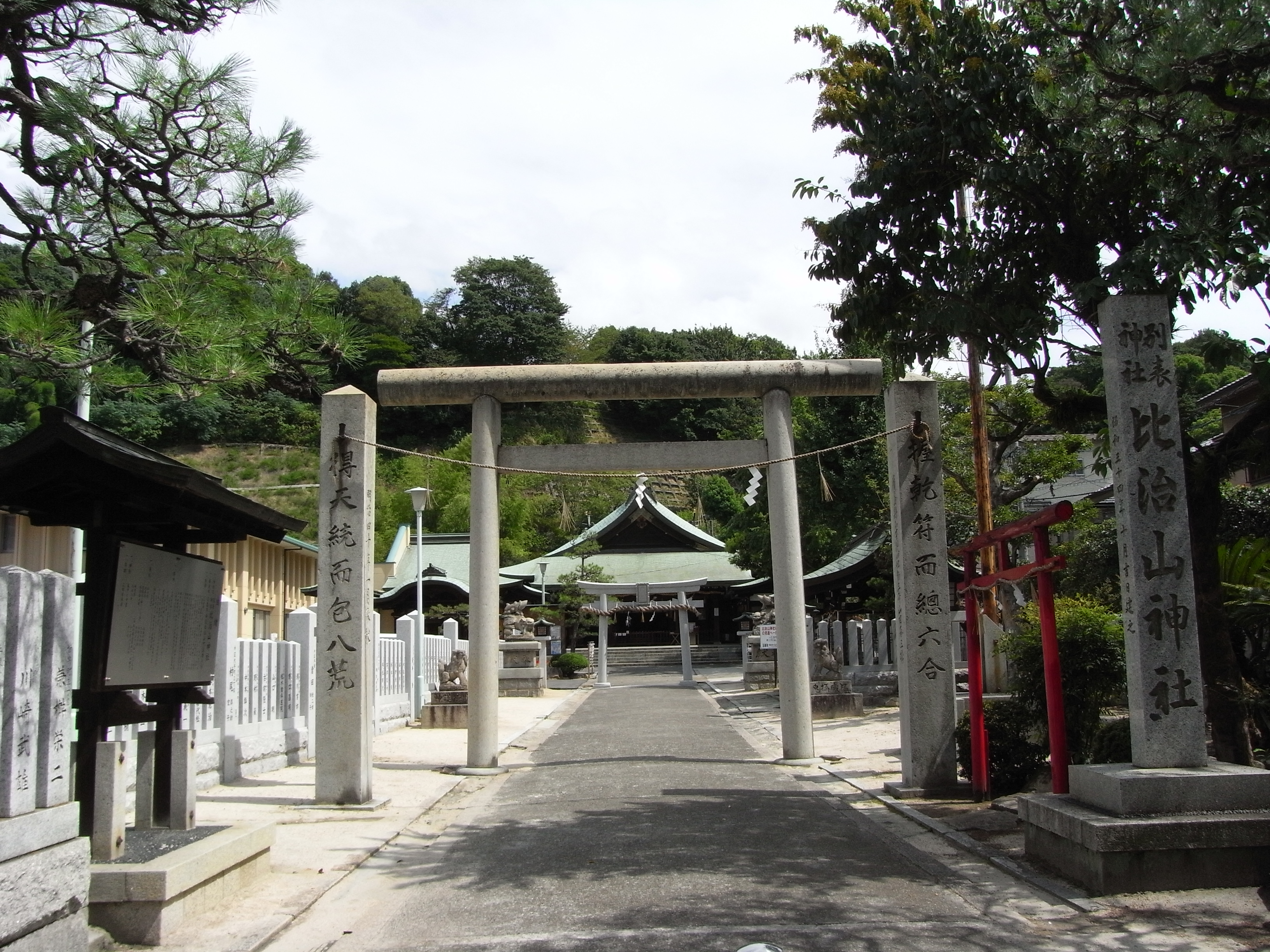
鳥居

比治山神社（ひじやまじんじゃ）は、広島県広島市南区にある神社である。旧社格は村社で、現在は神社本庁の別表神社。

## 祭神
大国主神、少名毘古神、市寸島比売神、須佐之男神、車折大明神を祀る。

### 摂末社
稲荷神社（祭神：宇迦之御魂大神）

## 歴史
元々は比治山の南の「黄幡谷」と呼ばれる谷に鎮座し、黄幡大明神（おおばんだいみょうじん）・黄幡谷と称していたが、正保3年（1646年）3月に真言宗勝楽寺の境内に遷座し、その鎮守社とされた。寛文年間（1661年 - 1673年）に現在地に遷座し、近隣の村の産土神として信仰された。
1868年（明治元年）の神仏分離の際に、社名を改めて「比治山神社」と称し、勝楽寺は廃寺となり、同寺住職智等は還俗して「志熊新」と改名し当社の社掌となる。1872年（明治5年）、村社に列し、1907年（明治40年）、神饌幣帛料供進社に指定された。
1945年（昭和20年）8月6日、原子爆弾の投下により社殿を焼失し、1954年（昭和29年）に再建された。1959年（昭和34年）、神社本庁の別表神社に加列された。

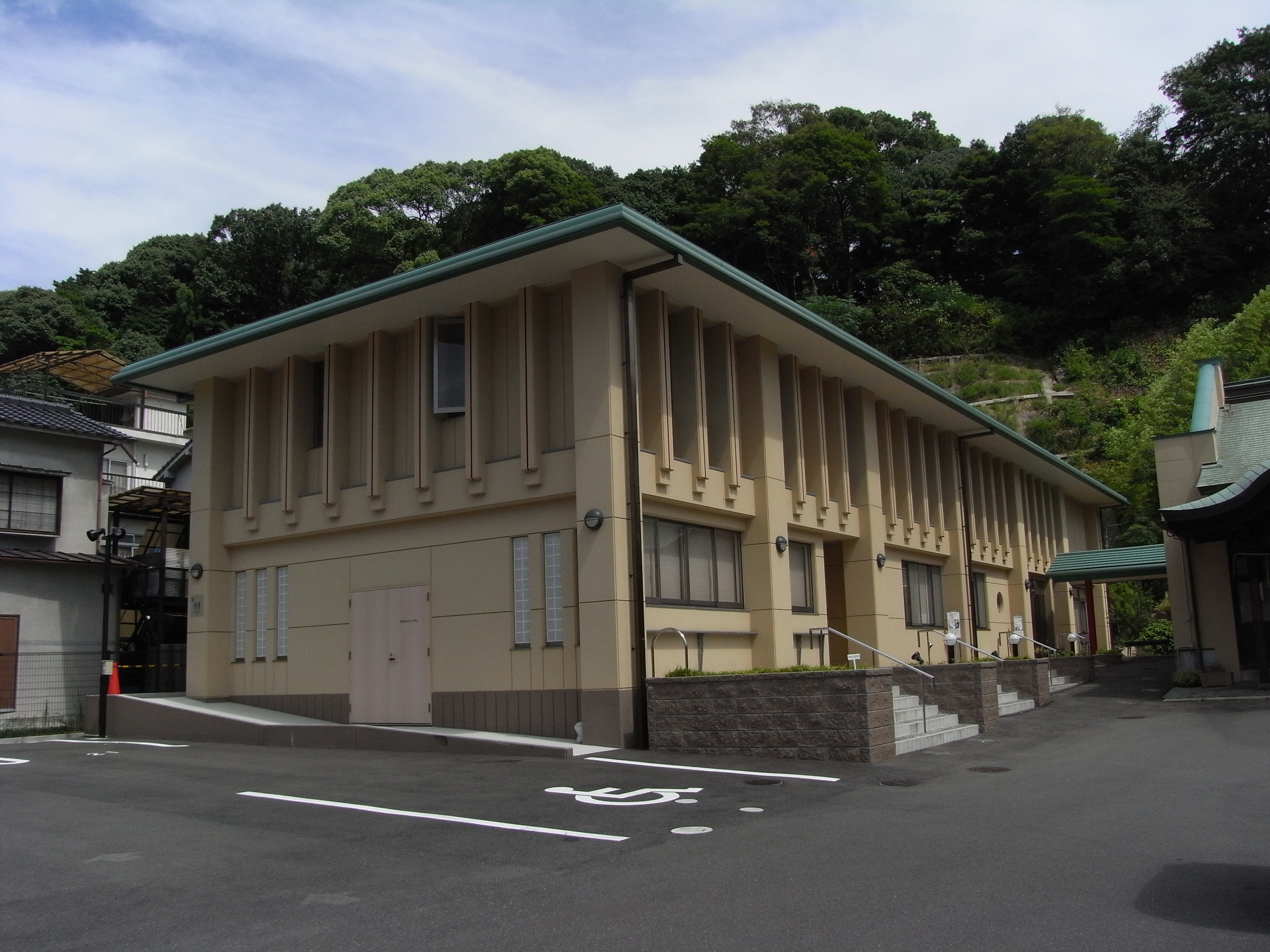
別社

## 神職
宮司
比治山神社宮司大巳（おおみ）家は初め「大呑」姓で、安芸郡府中総社の社家の出である。大呑家は史書『陰徳太平記』にもでてくる豪傑の出た家柄で、戦国時代、銀山城主武田家の逆鱗にふれ、家伝の古文書の多くを失った。1代目の大呑親詮は1555年に亡くなる。
社掌
社掌の志熊三郎は1915年（大正4年）に亡くなり、三郎がその後を継承した。

## 定例行事
- 1月1日～ - 歳旦祭　新年諸祈願祭
- 1月5日～ - 新年会社安全祈願祭
- 1月第2月曜 -  成人祭
- 立春の前日 -  節分祭
- 2月17日 -  祈年祭
- 4月1日～ -  上期会社安全祈願祭
- 6月30日 -  夏越祭（茅の輪くぐり）
- 10月1日 - 下期会社安全祈願祭
- 10月第4土曜日 - 秋季例大祭前夜祭（平日の時は第4土日）
- 10月第4日曜日 - 秋季大祭式例祭
- 11月中 - 七五三祭
- 11月 - 新嘗祭
- 12月31日 -  大祓祭
- 毎月1日・15日 - 月次祭
- 毎月5日 - 縁結びの祈祷